# Suffasia tigrina
Espèce
Synonymes
- Suffucia tigrina Simon, 1893

Suffasia tigrina est une espèce d'araignées aranéomorphes de la famille des Zodariidae.

## Distribution
Cette espèce est endémique du Tamil Nadu en Inde,. Elle se rencontre dans les Palni Hills.

## Description
La femelle décrite par Jocqué en 1991 mesure 4,25 mm.

## Publication originale
- Simon, 1893 : Arachnides. Voyage de M. E. Simon aux îles Philippines (mars et avril 1890). 6e Mémoire. Annales de la Société Entomologique de France, vol. 62, p. 65-80 (texte intégral).